# FEEL SO BAD (アルバム)
『FEEL SO BAD』（フィール・ソー・バッド）は、1984年11月23日に発売されたRCサクセション8枚目のスタジオ・アルバム。

## 解説
前半はBAD SIDE、後半はGOOD SIDEと銘打たれ、事務所との独立騒動でもめ始めた苛立ちがはっきりと出たアグレッシブな前半と、ポップな楽曲で固められた後半とで雰囲気ががらりと異なるアルバム。ブルーデイホーンズが参加している。

## 収録曲
全作詞・作曲：忌野清志郎（特記以外）
SIDE A　（BAD SIDE） 
1. 自由
2. 腰をふれ
3. うるせえ!
4. 失礼スルゼ（訣別の詩）
5. 胸ヤケ
6. セルフポートレート
  - 作詞・作曲：仲井戸麗市

SIDE B　（GOOD SIDE） 	
1. NEW YORK SNOW・きみを抱きたい
2. 私立探偵
3. 不思議
4. 夢を見た
5. 可愛いリズム
  - 作詞・作曲：忌野清志郎 & Gee2wo
6. 動かせHEY-HEY-HEY